# OSM (ген)
OSM (англ. Oncostatin M) – білок, який кодується однойменним геном, розташованим у людей на короткому плечі 22-ї хромосоми. Довжина поліпептидного ланцюга білка становить 252 амінокислот, а молекулярна маса — 28 484.
| 10         |  | 20         |  | 30         |  | 40         |  | 50         |
| ---------- |  | ---------- |  | ---------- |  | ---------- |  | ---------- |
| MGVLLTQRTL |  | LSLVLALLFP |  | SMASMAAIGS |  | CSKEYRVLLG |  | QLQKQTDLMQ |
| DTSRLLDPYI |  | RIQGLDVPKL |  | REHCRERPGA |  | FPSEETLRGL |  | GRRGFLQTLN |
| ATLGCVLHRL |  | ADLEQRLPKA |  | QDLERSGLNI |  | EDLEKLQMAR |  | PNILGLRNNI |
| YCMAQLLDNS |  | DTAEPTKAGR |  | GASQPPTPTP |  | ASDAFQRKLE |  | GCRFLHGYHR |
| FMHSVGRVFS |  | KWGESPNRSR |  | RHSPHQALRK |  | GVRRTRPSRK |  | GKRLMTRGQL |
| PR         |  |            |  |            |  |            |  |            |

A: Аланін

C: Цистеїн

D: Аспарагінова кислота

E: Глутамінова кислота

F: Фенілаланін

G: Гліцин

H: Гістидин

I: Ізолейцин

K: Лізин

L: Лейцин

M: Метіонін

N: Аспарагін

P: Пролін

Q: Глутамін

R: Аргінін

S: Серин

T: Треонін

V: Валін

W: Триптофан

Кодований геном білок за функціями належить до цитокінів, мітогенів. 
Задіяний у такому біологічному процесі, як регуляція росту. 
Секретований назовні.